# アルビン・エクダル
アルビン・エクダル（Albin Ekdal, 1989年7月28日 - ）は、スウェーデン・ストックホルム出身のサッカー選手。ユールゴーデンIF所属。ポジションはミッドフィールダー。元スウェーデン代表。

## クラブ経歴
母国スウェーデンのIFブロンマポイカルナでは、ユースチームを含め4シーズンにわたってプレー、2008年夏、4年契約でイタリアのユヴェントスに加入した。2009年7月、ACシエナへレンタル移籍。2010年8月にボローニャFCに共同保有で移籍。シーズン終了後にユヴェントスが保有権を買い戻し、2011年8月にカリアリ・カルチョへ共同保有で移籍。2012年6月、カリアリが120万ユーロで残りの保有権も買い取り、完全移籍となった。2014年9月28日に行われたインテル・ミラノ戦でキャリア初のハットトリックを達成した。2015年7月18日、ハンブルガーSVに移籍。契約は4年で移籍金450万ユーロが支払われた。2018年8月14日、ハンブルガーSVの2部降格に伴い、セリエAのUCサンプドリアに移籍。2022年7月13日、スペツィア・カルチョへ完全移籍。2年契約を結んだ。2023年12月30日、ユールゴーデンIFに移籍した。

## 代表
各年代別のスウェーデン代表を経験。2011年にはフル代表に初招集され、8月のウクライナとの親善試合でデビューも飾った。
UEFA EURO 2016では全試合に出場したが、チームはグループステージ最下位で大会を終えた。
2018年6月、2018 FIFAワールドカップ参加メンバーに選出された。同大会では全5試合に出場し、ベスト8進出に貢献した。
2021年6月、UEFA EURO 2020参加メンバーに選出された。
2023年11月20日、UEFA EURO 2024予選のエストニア代表戦を最後に代表を引退した。

## 個人
弟のヒャルマル・エクダルもスウェーデン代表のサッカー選手。

## 代表歴

### 出場大会
- スウェーデン代表
  - 2018 FIFAワールドカップ

### 試合数
- 国際Aマッチ 70試合 0得点（2011年-）[9]

| スウェーデン代表 | 国際Aマッチ | 国際Aマッチ |
| 年               | 出場        | 得点        |
| ---------------- | ----------- | ----------- |
| 2011             | 1           | 0           |
| 2012             | 1           | 0           |
| 2013             | 5           | 0           |
| 2014             | 6           | 0           |
| 2015             | 7           | 0           |
| 2016             | 8           | 0           |
| 2017             | 4           | 0           |
| 2018             | 10          | 0           |
| 2019             | 8           | 0           |
| 2020             | 5           | 0           |
| 2021             | 10          | 0           |
| 2022             | 1           | 0           |
| 2023             | 4           | 0           |
| 通算             | 70          | 0           |